# Euphumosia annulata
Euphumosia annulata är en tvåvingeart som beskrevs av Torgerson 1967. Euphumosia annulata ingår i släktet Euphumosia och familjen spyflugor. Inga underarter finns listade i Catalogue of Life.